# Vlag van Ivano-Frankivsk (oblast)

Vlag van Ivano-Frankivsk

De vlag van Ivano-Frankivsk toont de gekroonde adelaar uit het wapen van Ivano-Frankivsk op een witte achtergrond met aan de linkerkant een rode en een zwarte verticale baan en aan de rechterkant een gele en een blauwe verticale baan.
De vogel is het historische heraldische symbool van de stad en regio en stond ook in het wapen van het woiwodschap Stanisławów, toen het gebied nog tot Polen behoorde.
De vlag heeft een hoogte-breedteverhouding van 2:3.